# The Murrel
The Murrel ist eine Villa nahe der schottischen Ortschaft Aberdour in der Council Area Fife. 1974 wurde das Bauwerk als Einzeldenkmal in die schottischen Denkmallisten in der höchsten Denkmalkategorie A aufgenommen.

## Beschreibung
Die zweistöckige Arts-and-Crafts-Villa wurde im Jahre 1908 erbaut. Für den Entwurf zeichnet der schottische Architekt Francis William Deas verantwortlich, der sie selbst bewohnte.
The Murrel steht isoliert rund einen Kilometer nördlich von Aberdour. Die drei kompakt angeordneten, asymmetrisch aufgebauten und nicht rechtwinklig zueinander stehenden Flügel der Villa umschließen einen kleinen Hof. Östlich grenzt an den Wohnbereich ein Arbeits- und Bedienstetenflügel an. Dieser ist größer als die Villa selbst und ist markant als parabelförmiger Bogen ausgeführt. Zu den Außengebäude zählen eine Remise und eine Werkstatt. An der Süd- und Ostseite setzen sich drei umfriedete Gärten fort. Das Mauerwerk besteht aus behauenem Bruchstein. Zur farblichen Varianz wurden Steine aus vier verschiedenen Steinbrüchen verwendet. Die meisten Gebäudeöffnungen sind segmentbogig.